# Churnalism
Churnalism és un neologisme anglès i terme pejoratiu per una forma de periodisme elaborat amb comunicats de premsa, històries proporcionades per agències de notícies i altres formes de material pre-elaborat, en lloc de notícies reportades, per crear articles en diaris i altres mitjans de comunicació. El seu propòsit és reduir el cost mitjançant la reducció de les fonts per elaborar notícies originals i la verificació de les fonts per contrarestar els ingressos perduts amb l'augment de les notícies a Internet i la disminució de la publicitat; que va caure especialment a finals de 2015. El terme va ser encunyat pel periodista de la BBC Waseem Zakir l'any 2008 en el seu llibre Flat Earth News. El churnalism ha crescut fins al punt que moltes històries trobades a la premsa no són originals. La disminució del periodisme original s'ha associat a un augment corresponent de les relacions públiques.